# Rondibilis perakensis
Rondibilis perakensis är en skalbaggsart som först beskrevs av Stefan von Breuning 1958.  Rondibilis perakensis ingår i släktet Rondibilis och familjen långhorningar. Inga underarter finns listade i Catalogue of Life.